# Поцелуй Мэри Пикфорд
«Поцелуй Мэри Пикфорд» — чёрно-белый комедийный фильм режиссёра Сергея Комарова, вышедший на экраны в 1927 году. Картина высмеивает неумеренную киноманию, обожание к кинозвёздам, в частности, к таким артистам как Мэри Пикфорд и Дуглас Фэрбенкс, которые в июле 1926 года посетили СССР. На волне интереса в звёздной паре в СССР было снято несколько фильмов. В «Поцелуй Мэри Пикфорд» были включены кадры кинохроники, на которых Пикфорд целует одного из поклонников. Они были перемонтированы и легли в основу сюжета. О существовании фильма голливудская артистка узнала только в конце жизни. Его копия была подарена Пикфорд Госфильмофондом и хранится в Библиотеке Конгресса США.

## Сюжет
Билетёр кинотеатра Гога Палкин влюблён в студийку Дусю Галкину, мечтающую о славе кинозвезды. Она не отвечает ему взаимностью и восхищается актёром Дугласом Фэрбенксом, которого Гога терпеть не может. Дуся обещает ему взаимность в том случае, если Гога станет знаменитостью. Случайно попав на киностудию, после ряда комических приключений, Палкин оказывается под куполом ателье, и про него забывают, так как все участники съёмки едут встречать американских кинозвёзд. Прибыв на студию, Мэри Пикфорд находит Гогу Палкина забавным и дарит ему свой поцелуй. Гога сразу становится популярен, его преследуют толпы киноманок, от которых он со временем избавляется, стерев следы поцелуя, а Дуся, в конце концов, отдаёт ему своё сердце.

## Над фильмом работали
Актёрский состав:
- Игорь Ильинский — Гога Палкин, билетёр
- Анель Судакевич — Дуся Галкина, киностудийка
- Мэри Пикфорд — камео
- Дуглас Фэрбенкс — камео
- Абрам Роом
- М. Розенштейн — высокая психопатка
- Надежда Сизова — маленькая психопатка
- Яков Ленц — ласковый экспериментатор
- Вера Малиновская — камео
- Наум Рогожин — камео
- Василий Бокарёв — молодой человек

Съёмочная группа:
- авторы сценария — Сергей Комаров, Вадим Шершеневич
- режиссёр — Сергей Комаров
- оператор — Евгений Алексеев
- художники — Сергей Козловский, Дмитрий Колупаев
- художник-мультипликатор — Юрий Меркулов

## История

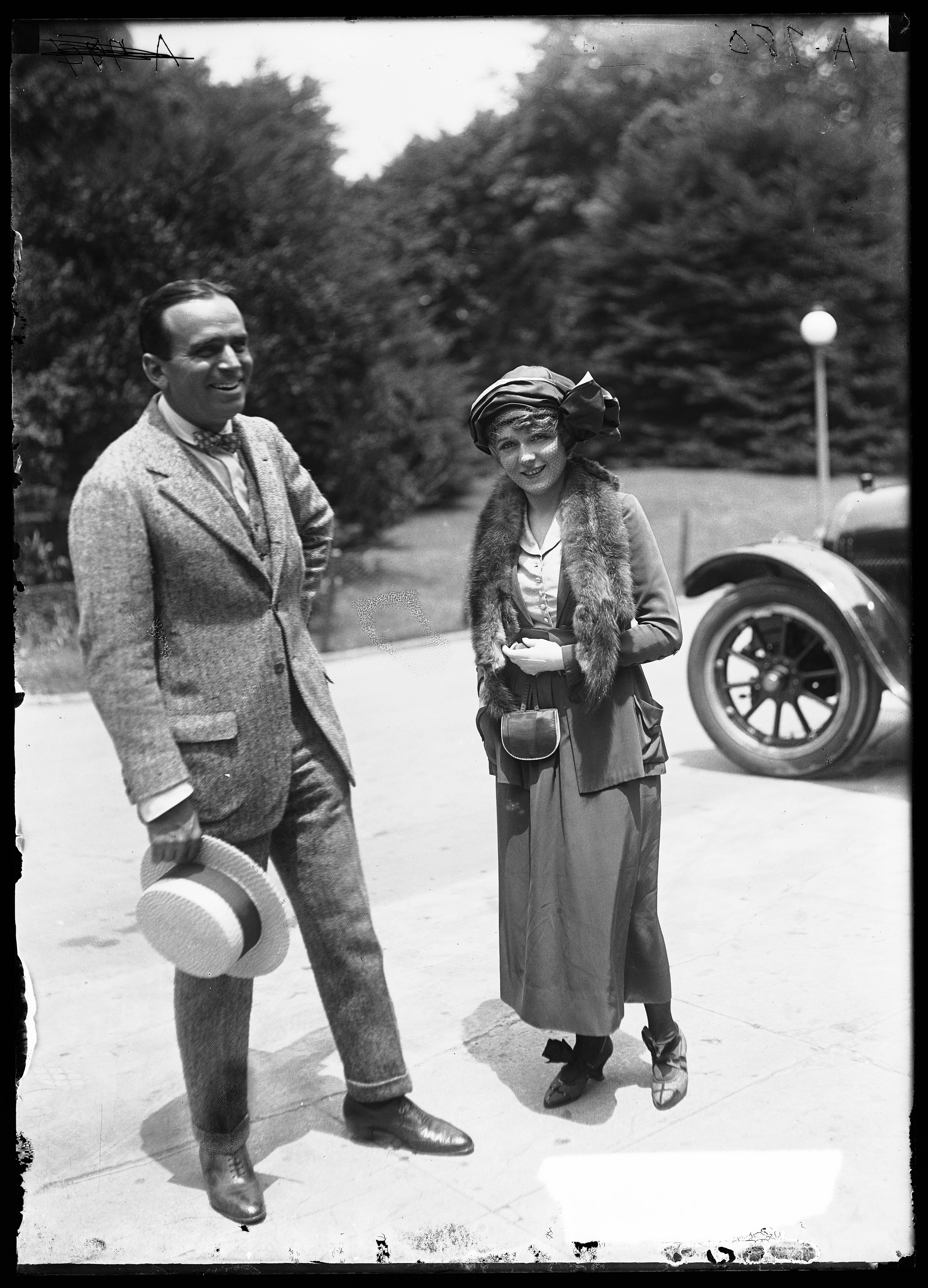
Дуглас Фэрбенкс и Мэри Пикфорд

Замысел фильма возник в связи с посещением в 1926 году СССР во время европейского турне звёздной голливудской пары — американских артистов Мэри Пикфорд и Дугласа Фэрбенкса. Заявленной целью визита было «ознакомиться с опытом советского кинопроизводства». Эти актёры и их фильмы пользовались большим успехом у советского зрителя в 1920-е годы. Искусствовед Михаил Бронников писал в переизданной в 1926 году биографии Пикфорд, что она и её муж «необычайно популярны и любимы» в СССР, а также, отмечал: «… популярность Мэри Пикфорд в Советской России в настоящее время в зените». Приезд голливудских актёров вызвал самый настоящий ажиотаж в СССР, мировых знаменитостей преследовали поклонники, журналисты, фоторепортёры и кинооператоры. Американские звёзды прибыли в Москву на поезде через Белоруссию, а на Белорусском вокзале их встречала тридцатипятитысячная толпа. Пресса не преминула обыграть близкое расположение к вокзалу Триумфальных ворот. Одному из журналистов столпотворение напомнило Ходынскую трагедию. Советский актёр Михаил Жаров позже вспоминал об этой встрече и оказанном звёздам приёме в столице СССР: «Нельзя описать, что творилось у Белорусского вокзала. Возбуждённые поклонники заполнили всю Тверскую. Балконы, окна и даже фонари были утыканы „мэринами“, как их окрестила языкатая Москва». Звёзды вели себя очень непринуждённо, охотно позировали и приветствовали своих поклонников. Марк Кушниров, биограф режиссёра Григория Александрова, писал о манере поведения Фэрбенкса: «Задорно и ослепительно улыбался, время от времени пружинисто покачивался, словно готовясь к прыжку или рывку, показывал приёмы бокса, джиу-джитсу и акробатики. Словом, выглядел образцовым мужчиной, суперменом». Александров, находясь под впечатлением от американского актёра, переименовал своего новорожденного сына из Василия в Дугласа.
Виктор Шкловский отмечал, что приезд актёров и встреча их с советскими кинематографистами означали признание на Западе достижений советского кино. По поводу любви советского зрителя к Пикфорд и Фэрбенксу он писал:

Мэри видели в бесчисленном количестве картин. <…> Во всех картинах Мэри плакала, страдала, но все картины кончались благополучно.

Дуглас во всех картинах прыгал, фехтовал, и все картины тоже кончались благополучно. Он был счастливым разбойником. В картине «Робин Гуд» Дуглас помогал королю Ричарду Львиное Сердце, и король устраивал ему торжественную амнистию. Он побеждал соперников и в картине «Знак Зорро». Он был человеком, который один соединял в себе всех трёх мушкетёров и даже обладал некоторым количеством юмора. Он был удачливым «Багдадским вором» — эту картину пересмотрела вся Москва, и не по одному разу.

Кадр из фильма. Анель Судакевич в роли Дуси Галкиной

Пикфорд и Фэрбенкс встретились с Сергеем Эйзенштейном, который показал им московские достопримечательности. Американские артисты выразили своё восхищение фильмом «Броненосец Потёмкин» и предложили Эйзенштейну поставить фильм в США. Советский режиссёр поблагодарил за комплимент, объяснив популярность Фэрбенкса и Пикфорд в Советской России следующим образом: «— Мы любим вас,— ответил Сергей Михайлович,— за то, что вы хорошо прыгаете, что вы сильный и весёлый человек, за удачу вашего героя на экране. Герой на экране — это исключительный человек, который всё может сделать. Мэри любят за то, что она так плачет и умеет казаться счастливой». Голливудские актёры возвращались домой через Украину, отправившись в Америку из Одессы. Этому визиту была посвящена книга путевых очерков «Они у нас. Мери Пикфорд и Дуглас Фербенкс в СССР», изданная в 1926 году.
«Поцелуй Мэри Пикфорд» является одним из нескольких советских фильмов, снятых в то время, которые обыгрывают тему страстного увлечения советских зрителей голливудскими артистами, и в частности, Пикфорд и Фэрбенксом. К ним можно отнести мультипликационный фильм «Одна из многих» (1927) режиссёра Николая Ходатаева, «Знойный принц» (1928) режиссёра Владимира Шмидтгофта, «Багдадский вор» Евгения Гурьева — пародия на одноимённую картину с участием Фэрбенкса.
О теме и истории создании картины режиссёр Сергей Комаров рассказывал на страницах журнала «Советский экран» следующее:

Это сатира на то ненормальное увлечение приездом знаменитостей, которое наблюдалось в дни появления в Москве Пикфорд и Фербенкс. Заснята психопатическая толпа, безудержно прущая встречать мировые имена. Мэри Пикфорд и Дуглас Фэрбенкс снимались на фабрике «Межрабпом-Русь», и эти кадры легли в основание предполагаемой к выпуску весной текущего года картины.
Авторы сценария Сергей Комаров и Вадим Шершеневич характеризовали свой фильм как киношутку. Рабочими названиями картины были «Король экрана» и «Повесть о том, как поссорились Дуглас Фербенкс с Игорем Ильинским из-за Мэри Пикфорд». Кадры, на которых Пикфорд обняла и поцеловала поклонника, были перемонтированы таким образом, чтобы создать иллюзию того, что она целует персонажа Игоря Ильинского, а сам этот эпизод занимает важное место в развитии любовной интриги. В картину попали и другие кадры с участием Пикфорд и Фэрбенкса, которые искусно были соединены с постановочными сценами с участием советских актёров.
Во второй половине 1920-х годов Ильинский был самым популярным советским комедийным киноактёром. Он сделал себе имя в комедиях Якова Протазанова, но позже вынужден был повторяться, а предлагаемые сценарии и роли, его уже не удовлетворяли, так как были не оригинальны, вторичны. В то время он стремился к большей самостоятельности и импровизации, чтобы постановщики учитывали его мнение, а сам фильм строился вокруг него. Однако достичь желаемого ему не удавалось, и он был не доволен качеством своих ролей, которые значительно уступали его привычному театральному репертуару. Актёр приступил к работе над фильмом после того, как вернулся в Москву с натурных съёмок в картине Протазанова «Процесс о трёх миллионах» (1926), проходившими в Ялте. В 1926—1928 годах актёр последовательно снимался в картинах: «Когда пробуждаются мертвые», «Чашка чая», «Поцелуй Мэри Пикфорд», «Кукла с миллионами». В своих мемуарах он позже писал: «Появлялись на киностудиях случайные сценарии, случайные режиссёры. Они иногда вспоминали обо мне и привлекали к работе в своих фильмах. Обычно эти сценарии и роли в них меня совершенно не удовлетворяли». Для указанных им картин было характерно, что сценарий был не продуман, роль разрабатывалась в ходе съёмок. По его словам, в то время «серьёзной работы не было, комедийного материала не хватало, приходилось часто искусственно его развивать, комиковать, доверяться необдуманным импровизациям, спорить с режиссёром, порой подчиняться его вкусам».
Художник Семён Семёнов-Менес разработал киноплакат на котором на фоне крупных планов лиц Пикфорд и Фербенкса в центре был изображён персонаж Ильинского на перевернутом велосипеде.
Впоследствии копия фильма была подарена Мэри Пикфорд Госфильмофондом и хранится в Библиотеке Конгресса США. «Поцелуй Мэри Пикфорд» был показан во время Берлинского Международного кинофестиваля в феврале 1991 года, на Фестивале немого кино в Сан-Франциско и в Театре Кастро в феврале 2009 года.

## Критика
Критиками фильм был воспринят неоднозначно. В опубликованной в ноябре 1927 года в газете «Жизнь искусства» статье критиковали фильм за то, что заявленная цель сатирического обличения мещанского культа кинозвёзд и некоторых недостатков советского быта, авторами картины так и не была не достигнута: «Она сама восхищается и любуется приехавшими знаменитостями, сама почтительно раскланивается перед ними, вбирает в себя все кадрики с Дугом и Мэри, которые под всеми благовидными и неблаговидными предлогами удалось заснять. Но даже и обыватель не будет в особенном восторге от „Мэриного поцелуя“. Мэри и Дуг — в двух-трёх кадрах счётом». Автор рецензии также писал, что, если брать в остальном, то в фильме показана «пошленькая история» с незамысловатыми приёмами и трюками. Также высказывались претензии и к актёрской игре главных исполнителей — Судакевич и Ильинского. Так, последний предстал на экране в своём обычном облике «в неизменно спадающих брюках или вовсе без оных, с трусиками на толстых волосатых ногах». Сходной позиции в отношении объекта сатиры — страстного влечения к кинозвёздам, придерживались и авторы «Истории советского кино»: «Комедия должна была высмеять массовый кинопсихоз, но вольно или невольно подогревала его».
Советский и российский историк кино Ирина Гращенкова назвала картину лёгкой, но совсем неглупой комедией положений. Российский писатель Фёдор Раззаков отнёс картину Комарова к числу лучших советских комедий 1920-х годов, в которой играет самый популярный комик того времени — Ильинский. В литературе отмечается, что созданные в 1920-е годы Ильинским комедийные кинематографические образы схожи между собой. Так, к подобного рода близким работам можно отнести его персонажей: Петя Петелькин («Закройщик из Торжка», 1925) Гога Палкин в «Поцелуе Мэри Пикфорд» и Никешка в «Когда пробуждаются мёртвые, 1926»: «Ильинский играет изобретательно, легко и смешно. Трюки, которые он проделывает, спасаясь от поклонниц, достойны хорошего акробата. Все эти ленты имели большой успех у зрителей и критики. Ильинского называли русским Чарли Чаплином».